# Padianallur
Padianallur es una ciudad censal situada en el distrito de Tiruvallur en el estado de Tamil Nadu (India). Su población es de 23819 habitantes (2011). Se encuentra a 33 km de Tiruvallur y a 18 km de Chennai.

## Demografía
Según el censo de 2011 la población de Padianallur era de 23819 habitantes, de los cuales 12043 eran hombres y 11776 eran mujeres. Padianallur tiene una tasa media de alfabetización del 90,36%, superior a la media estatal del 80,09%: la alfabetización masculina es del 94,16%, y la alfabetización femenina del 86,53%.